# 大塚宮子
大塚 宮子（おおつか みやこ、女性、1952年2月21日 - ）は、元バスケットボール選手である。

## 来歴
市邨学園短大から日立製作所に入社し、戸塚工場バスケットボール部に加入。新人賞を受賞。翌シーズンより3シーズン連続でベスト5も獲得。1975・76シーズンは2冠に貢献しリーグMVPも受賞する。
また、全日本にも選ばれ、1974アジア大会金メダル獲得、1975年世界選手権では準優勝となる。モントリオールオリンピックにも出場。
退社後も福岡クラブでアシスタントコーチ兼任としてプレーを続け、全日本クラブ選手権タイトルをもたらす。現在もシニア大会に出場している。

## 日本代表歴
- 1974アジア選手権
- 1974アジア大会
- 1975世界選手権
- 1976モントリオール五輪